# Ультрафиолетовая спектроскопия
Ультрафиолетовая (электронная) спектроскопия — раздел оптической спектроскопии, который включает получение, исследование и применение спектров испускания, поглощения и отражения в ультрафиолетовой области.
Энергия фотонов ультрафиолетового и видимого диапазонов спектра достаточно высока (1,7—100 эВ, длина волны примерно от 100 до 730 нм), чтобы перевести электроны органических молекул из основного состояния в возбужденное — со связывающей на разрыхляющие орбитали. Разность энергий между этими состояниями квантована, поэтому молекулы поглощают фотоны только строго определенной энергии.
В УФ-области поглощают все органические вещества. Как правило, «рабочая» область составляет интервал 190—730 нм, главным образом от 200 до 380 нм. В этих областях прозрачны оптические материалы для изготовления призм и кювет(кварцевое стекло, сапфировое стекло). Длины волн менее 190 нм (вакуумный ультрафиолет) менее удобен для работы, так как в этой области поглощают компоненты воздуха — кислород и азот. Поэтому для работы здесь используются специальные вакуумные камеры, что усложняет лабораторную практику, однако часто бывает незаменимым, например, при исследовании диэлектриков с большой величиной запрещенной зоны.
Необходимые для исследования количества вещества невелики — около 0,1 мг. В связи с этим УФ-спектроскопия является одним из наиболее распространенных физико-химических методов исследования органических и неорганических соединений.